# Cornillé
Ne doit pas être confondu avec Cornille.
Pour les articles homonymes, voir Cornillé (homonymie).
Cornillé est une commune française située dans le département d'Ille-et-Vilaine en région Bretagne, peuplée de 967 habitants.

## Géographie
Cornillé, située dans la partie orientale du bassin de Rennes, est relativement plate, comprise pour l'essentiel entre 80 et 100 mètres d'altitude (107 mètres pour l'altitude maximale près de la Hardonnière), s'abaissant toutefois à une cinquantaine de mètres dans la partie aval de la vallée du ruisseau de la Bichetière et la vallée de la Vilaine. La commune est limitée au nord par le ruisseau de la Bichetière, affluent de rive gauche de la Vilaine et même un peu par la Vilaine elle-même ; sa limite orientale suit le tracé du ruisseau de l'Étang des Vaux, petit affluent de rive gauche du ruisseau de la Bichetière ; sa limite sud suit l'ancien chemin des Saulniers, correspondant à cet endroit au tracé du CD 104. La commune possède un bois assez étendu (le bois de Cornillé), situé au sud du bourg, et un étang, celui du château de la Bichetière.
Son paysage agraire traditionnel est celui du bocage avec habitat dispersé en de nombreux écarts (hameaux et fermes isolées), mais fortement remanié par le remembrement.
Située au sud-ouest de Vitré et à l'est de Rennes, la commune est traversée par la voie rapide route nationale 157 qui relie Rennes à l'autoroute A81 en direction de Laval, Le Mans et Paris à partir du péage de La Gravelle. Elle est desservie par l'échangeur de Vitré-Ouest, situé au carrefour entre la RN 157 et la D 777, ancienne RN 777, en empruntant ensuite à partir du carrefour des Quatre-Chemins le CD 33. La LGV Bretagne-Pays de la Loire passe au sud de la commune, mais sur le territoire des communes voisines de Louvigné-de-Bais et de Domagné.

### Communes limitrophes

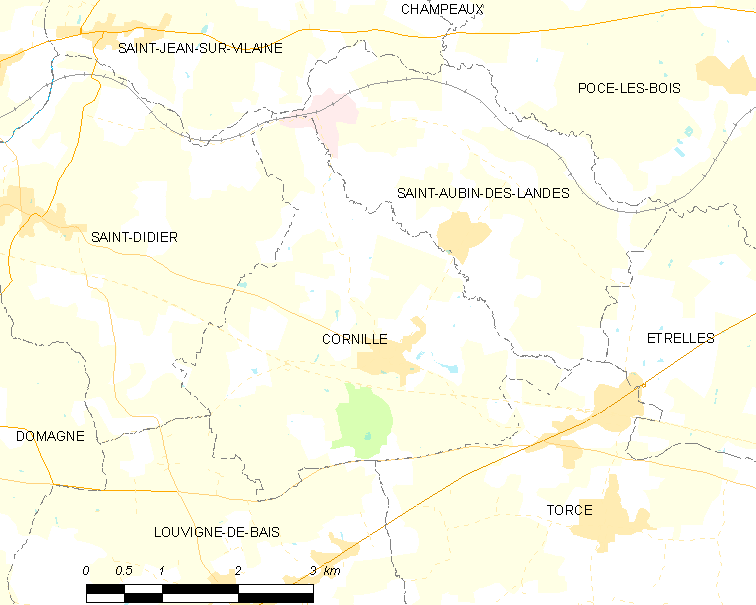

|                  | Saint-Jean-sur-Vilaine | Saint-Aubin-des-Landes |
| Saint-Didier     | Cornillé               |                        |
| Louvigné-de-Bais |                        | Torcé                  |

### Hydrographie
Pour un article plus général, voir Réseau hydrographique d'Ille-et-Vilaine.
La commune est située dans le bassin Loire-Bretagne. Elle est drainée par la Vilaine, l'Yaigne, la Bichetière, le Taillepied, le ruisseau de l'Étang des vaux,,.
La Vilaine, d'une longueur de 218 km, prend sa source dans la commune de Juvigné et se jette  dans l'Océan Atlantique à Camoël, après avoir traversé 56 communes. 
L'Yaigne, d'une longueur de 27 km, prend sa source dans la commune  et se jette  dans la Seiche à Saint-Armel, après avoir traversé six communes. 
La Bichetière, d'une longueur de 11 km, prend sa source dans la commune de Étrelles et se jette  dans la Vilaine à Saint-Aubin-des-Landes, après avoir traversé quatre communes. 
Le Taillepied, d'une longueur de 14 km, prend sa source dans la commune  et se jette  dans la Quincampoix à Piré-Chancé, après avoir traversé quatre communes. 

### Climat
Pour des articles plus généraux, voir Climat de la Bretagne et Climat d'Ille-et-Vilaine.
En 2010, le climat de la commune est de type climat océanique altéré, selon une étude du CNRS s'appuyant sur une série de données couvrant la période 1971-2000. En 2020, Météo-France publie une typologie des climats de la France métropolitaine dans laquelle la commune est exposée à un climat océanique et est dans la région climatique  Bretagne orientale et méridionale, Pays nantais, Vendée, caractérisée par une faible pluviométrie en été et une bonne insolation. Parallèlement l'observatoire de l'environnement en Bretagne publie en 2020 un zonage climatique de la région Bretagne, s'appuyant sur des données de Météo-France de 2009. La commune est, selon ce zonage, dans la zone « Sud Est », avec des étés relativement chauds et ensoleillés.  
Pour la période 1971-2000, la température annuelle moyenne est de 11,3 °C, avec une amplitude thermique annuelle de 13,1 °C. Le cumul annuel moyen de précipitations est de 782 mm, avec 13 jours de précipitations en janvier et 7,1 jours en juillet. Pour la période 1991-2020, la température moyenne annuelle observée sur la station météorologique la plus proche, située sur la commune d'Arbrissel à 17 km à vol d'oiseau, est de 12,1 °C et le cumul annuel moyen de précipitations est de 718,7 mm,. Pour l'avenir, les paramètres climatiques de la commune estimés pour 2050 selon différents scénarios d'émission de gaz à effet de serre sont consultables sur un site dédié publié par Météo-France en novembre 2022.

## Urbanisme

### Typologie
Au 1er janvier 2024, Cornillé est catégorisée bourg rural, selon la nouvelle grille communale de densité à sept niveaux définie par l'Insee en 2022.
Elle est située hors unité urbaine. Par ailleurs la commune fait partie de l'aire d'attraction de Vitré, dont elle est une commune de la couronne,. Cette aire, qui regroupe 30 communes, est catégorisée dans les aires de 50 000 à moins de 200 000 habitants,.

### Occupation des sols
L'occupation des sols de la commune, telle qu'elle ressort de la base de données européenne d'occupation biophysique des sols Corine Land Cover (CLC), est marquée par l'importance des territoires agricoles (91,5 % en 2018), en diminution par rapport à 1990 (92,5 %). La répartition détaillée en 2018 est la suivante : 
terres arables (50,8 %), zones agricoles hétérogènes (24,8 %), prairies (15,8 %), forêts (4,2 %), zones urbanisées (3,2 %), zones industrielles ou commerciales et réseaux de communication (0,6 %), mines, décharges et chantiers (0,6 %). L'évolution de l'occupation des sols de la commune et de ses infrastructures peut être observée sur les différentes représentations cartographiques du territoire : la carte de Cassini (XVIIIe siècle), la carte d'état-major (1820-1866) et les cartes ou photos aériennes de l'IGN pour la période actuelle (1950 à aujourd'hui).

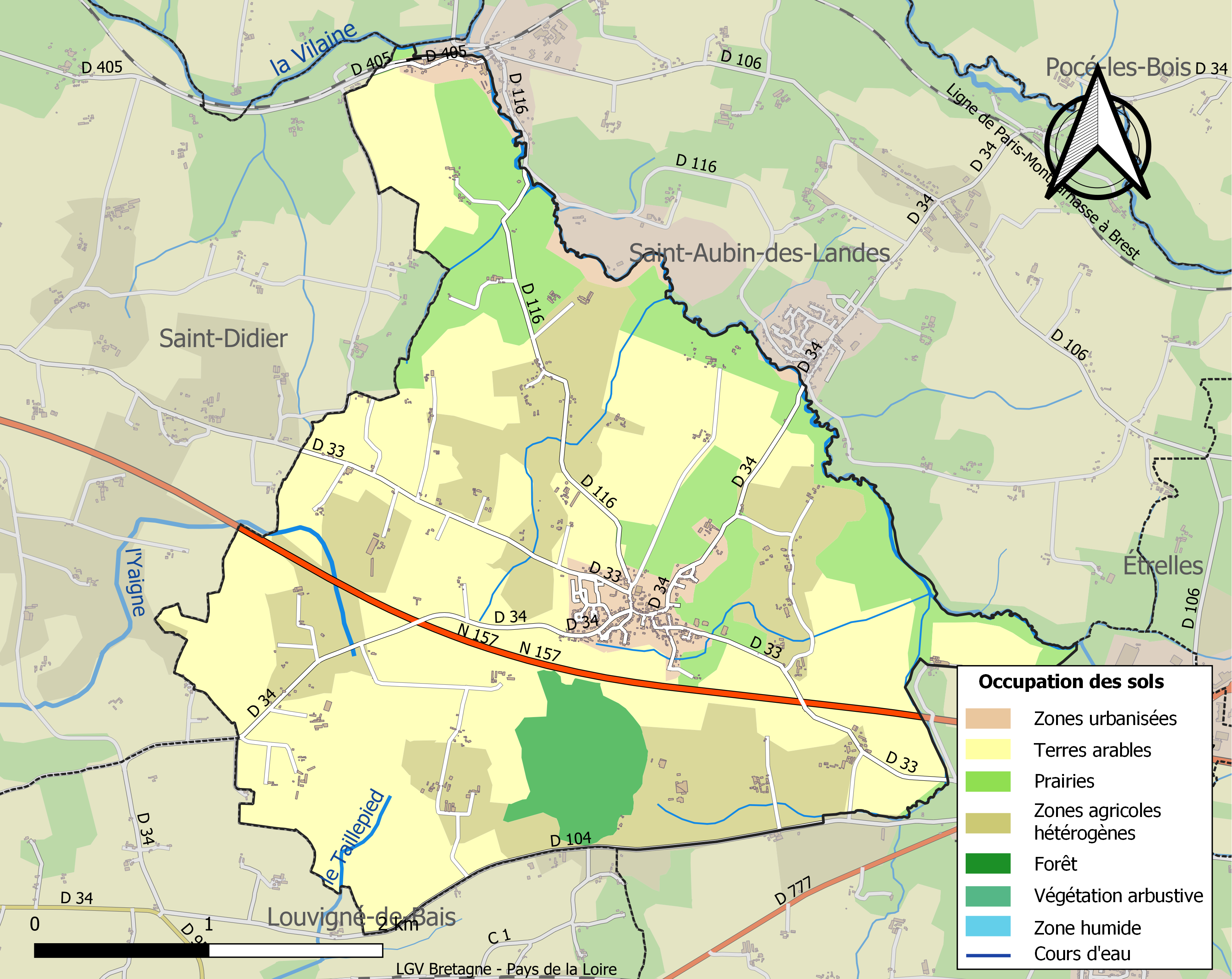
Carte des infrastructures et de l'occupation des sols de la commune en 2018 (CLC).

## Toponymie
Cornillé est nommé, dans un titre de 1160, Cornildeium et en 1516 Cornelleyum. Le nom proviendrait, mais cela reste très incertain, de cornulier. Une ancienne tradition, rapportée par S. du Haillant, historiographe du roi de France Henri III, dit que la famille du Cornulier, dont le nom se trouve fréquemment écrit Cornillé, était issue de Grégoire de Cornillé, très grand et très habile chasseur de cerfs, et qu'en 1381, le duc de Bretagne Jean IV changea les armes de cette maison qui étaient d'argent à trois corneilles de sable, pour celles que porte actuellement cette famille.

## Histoire

### Moyen Âge
Le cartulaire de Saint-Melaine indique que du temps de Main, évêque de Rennes entre 1049 et 1076, « ecclesia de Cornille et sancti Albini » [l'église de Cornillé et Saint-Aubin] appartenait aux moines de Saint-Melaine, ne faisait partie d'aucun doyenné et ne devait point de redevances au synode diocésain ; ce privilège fut confirmé vers 1160 par Étienne, un autre évêque de Rennes, en présence notamment de Thomas, prieur de Cornillé, d'Odon, prêtre de Saint-Aubin, et de Guillaume de Cornillé. Ceci prouve également l'existence à cette date d'un prieuré de Cornillé, mais qui ne dût pas subsister longtemps car il ne figure pas dans les listes des prieurés dépendant de l'abbaye Saint-Melaine.
Saint-Aubin-des-Landes fut érigée en paroisse distincte de celle de Cornillé dans le courant du XIIIe siècle ; cette création coïncida peut-être avec l'abandon par les moines de l'abbaye Saint-Melaine de leur prieuré de Cornillé
Une branche de la famille de Cornillé, qui serait issue en juveigneurie de Grégoire de Cornillé, l'habile chasseur de cerfs précédemment évoqué, habitait le manoir de la Bichetière depuis au moins la fin du XIVe siècle (mais Hamelin de Cornillé est cité en 1060, ainsi que ses deux fils majeurs, dans une charte signée cette année-là au château de Vitré). Ses principaux membres connus furent :
- Jehan Ier de Cornillé, écuyer en 1373 dans la compagnie de Thibault de la Rivière, conseiller de Guy XII de Laval, qui ratifia pour le compte de ce dernier le traité de Guérande (1381)
  - Jehan II de Cornillé (1407-1450)
    - Amaury de Cornillé , seigneur de la Bichetière, de la Broderie, de la Croix et du Bois-Cornillé (en Torcé)
      - Pierre de Cornillé, seigneur des mêmes lieux entre 1497 et 1524
        - Antoine de Cornillé, décédé en 1536. Sa veuve Geffeline de Champagné, tutrice de ses enfants, conserva pour cette raison ses prééminences dans l'église de Cornillé[27].
          - Briand de Cornillé, qui épousa en 1545 Jeanne de Poix, née au château de Fouesnel en Louvigné-de-Bais ; ils eurent 13 enfants[28].

Il existait à Cornillé une chapellenie de Châtenay [ou Chastenay], à présentation du sire de Fouesnel (en Louvigné-de-Bais).

### Époque moderne
Vers 1500, Cornillé possédait plusieurs manoirs : la Bichetière (ou Bicheptière) et la Revelais [Recoulais] (appartenaient alors à Pierre de Cornillé), la Croix (possédé avant 1475 par la famille la Touchardière, en 1500 à Jean de Cornillé), la Ricoulays, la Guichardière (à Amaury de la Guichardière en 1513 ; ce manoir disposait alors d'une chapelle), la Clarté (ce fut une châtellenie qui appartint notamment à Jean Le Vayer en 1391, puis à François de Maure en 1513 et à Jean Busnel en 1621 ; aux États de Bretagne tenus à Vannes en 1451 et 1455, le sire de la Clarté siégeait parmi les bannerets du duché ; sa juridiction disposait du droit de haute justice et s'étendait alors sur neuf paroisses), la Herpinière (appartenait en 1513 au sieur de Lamé), la Gorgère (possédé par Christophe de Poix, seigneur de Fouesnel), la Brunelière, la Chevalerie (appartenait alors à Mathurin d'Auvergne), le moulin des Vaux (à Julien du Bouchet).
L'église paroissiale Saint-Melaine date du XVe siècle et possède deux chapelles : celle de la Clarté, construite par les seigneurs éponymes, et celle du Rosaire : selon une inscription qui s'y trouve, la chapelle du Rosaire a été construite entre 1646 et 1662 par Raoul Ringues (membre d'une famille de riches marchands de toiles possédant un hôtel particulier de style Renaissance à Vitré), puis son gendre René Mahé, seigneurs de la Fleuriais.

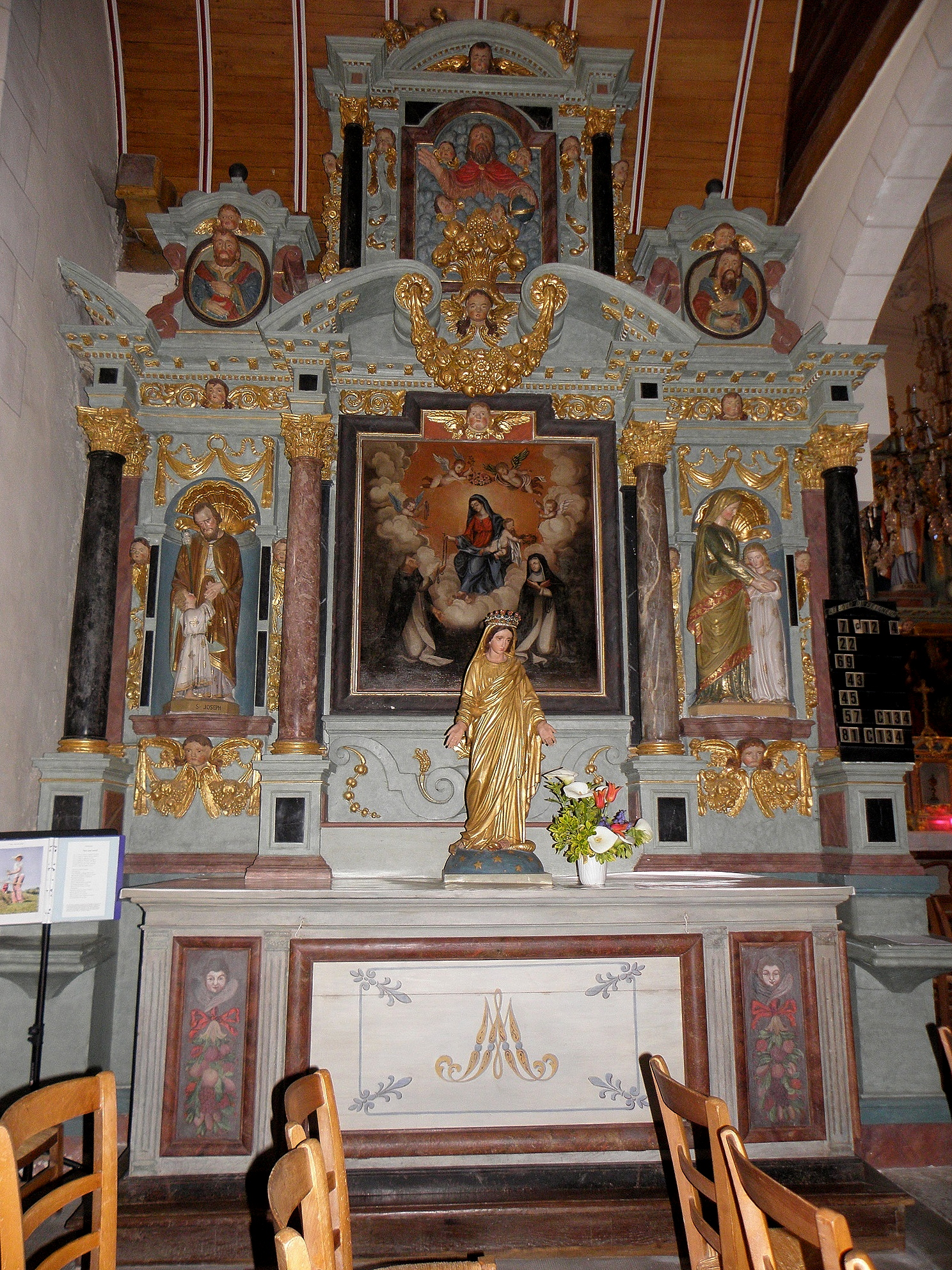
L'église paroissiale Saint-Melaine, l'autel et le retable du Rosaire, vue d'ensemble.
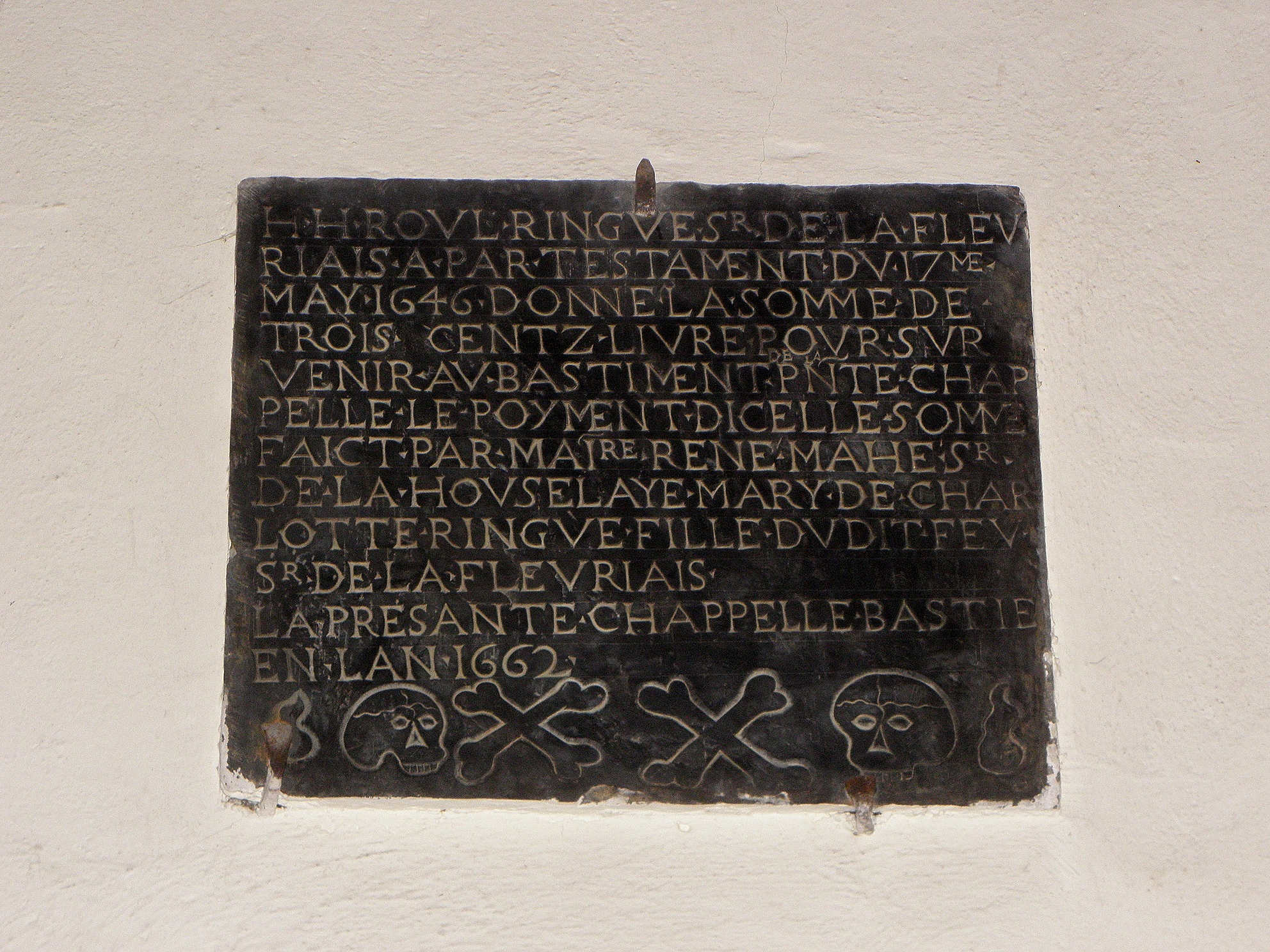
Inscription de 1662 évoquant Raoul Ringues.

En 1589, des habitants de 53 paroisses de la baronnie de Vitré participèrent, au côté des troupes du duc de Mercœur, au siège de Vitré, alors une place-forte calviniste. Parmi eux, Pierre Gommelé, tailleur à Cornillé.
En 1624, Jean Guy, seigneur de la Besnardais, et son épouse Jeanne Picquelier font construire une chapelle à la Besnardais et y établissent une fondation de trois messes par semaine. En 1649 Guillaume Artur, seigneur de la Motte, et son épouse Jeanne Guillaudeu, possèdent le manoir de la Bichetière. Nicolas Guillaudeu, frère de cette dernière, prêtre, fait alors construire la chapelle de la Bichetière. Par un acte daté du 4 janvier 1659, Guillaume Artur et son épouse fondèrent une messe pour tous les dimanches et fêtes et dotèrent cette chapellenie de 60 livres de rente. Michel Gendron, recteur de Cornillé entre le 11 juillet 1707 et sa mort survenue le 21 juillet 1746 (il fut inhumé dans le chœur de l'église paroissiale), fit construire dans le cimetière la chapelle Sainte-Anne. Parmi les autres recteurs de Cornillé, Henri-Jean Andrieu (recteur entre le 18 novembre 1759 et sa mort survenue le 13 juin 1764) fut inhumé sous le chapitreau de l'église.
Au XVIIIe siècle, plusieurs confréries existaient à Cornillé : la confrérie du Rosaire, la confrérie du Saint-Sacrement, la confrérie de Sainte-Anne. Les dîmes étaient alors partagées entre les Bénédictins de l'abbaye Saint-Melaine de Rennes et ceux de Notre-Dame de Vitré, un prieuré dépendant de l'abbaye Saint-Melaine.
Un chemin des saulniers (emprunté par les faux-sauniers pratiquant la contrebande du sel entre la Bretagne et le Maine, pays de gabelle) passe à la limite des communes de Veneffles (désormais annexée par la commune de Châteaugiron) et d'Ossé avec celles de Chaumeré (désormais annexée par la commune de Domagné) et Saint-Aubin-du-Pavail, puis, après avoir traversé Domagné, passe à la limite de celle de Cornillé avec celles de Torcé et Louvigné-de-Bais avant de rejoindre, via Étrelles et Argentré-du-Plessis, Le Pertre. Ce chemin des saulniers est d'origine ancienne, c'est probablement une ancienne voie romaine ; son tracé se lit encore très bien sur une carte, empruntant successivement de l'ouest vers l'est des tronçons des routes départementales D 93, D 104, D 35, à nouveau D 104 et enfin D 33.
Jean-Baptiste Ogée décrit ainsi Cornillé en 1773 :

« Cornillé, à six lieues un tiers à l'Est de Rennes, son évêché et son ressort et à une lieue trois-quarts de Vitré, sa subdélégation. On y compte 600 communiants. La cure est en présentation de l'abbé de Saint-Melaine. Il s'y exerce deux moyennes-justices, dont une ressortit à la baronnie de Vitré. Ce territoire forme un pays plat, à l'exception de deux petits vallons où coulent deux ruisseaux : l'un venant de l'étang de la Passouer, et l'autre du bois d'Étrelle et Mondron, traverse la paroisse, passe à travers deux étangs nommé de la Bichitière [Bichetière] et va se jeter dans la Vilaine. Le reste du pays est occupé par des terres en labeur, quelques prairies et un bois d'environ 200 arpents. (...) »

### Révolution française
Le 10 mars 1792, des gardes nationales de Bais et de La Guerche font irruption dans les communes de Vergéal et Cornillé pour les débarrasser de leurs prêtres réfractaires. Guillaume Vallet, recteur de Cornillé depuis le 3 janvier 1782, prêtre réfractaire, émigra en Angleterre en 1791, rentra à Cornillé en 1796, décéda le 8 septembre 1811 et fut inhumé sous le chapitreau de l'église.
Dans la seconde quinzaine de novembre 1793, des rassemblements suspects sont signalés à Argentré, Balazé, Champeaux, Châtillon, Cornillé, Étrelles, Montautour, Le Pertre, Taillis et Vergéal.
Cornillé fait partie des communes déclarées totalement insurgées en 1793-1794. Une compagnie chouanne exista à Cornillé ; elle était membre de la "colonne de Saint-Didier et Pocé", qui elle-même dépendait de la division de Vitré de l'Armée catholique et royale de Rennes et de Fougères ; elle fut dirigée par Pierre Rossignol, puis par Louis de Chabert. La "colonne de Saint-Didier et Pocé" était divisée en plusieurs compagnies : la compagnie de Cornillé (dont le capitaine était Gilles Méret, les lieutenants Nicolas Gicquel, Georges Freuraux, Pierre Ollivier et François Cosson), la compagnie de Saint-Didier, la compagnie de Torcé, la compagnie de Pocé. D'autres compagnies existaient à Saint-Jean-sur-Vilaine, à Domagné, etc.
Le 4 floréal an II (23 avril 1794), le général Kléber donne ordre aux troupes stationnées à Vitré, en « laissant les routes garnies [ = surveillées] », de se porter « sur Vergéal, en passant par Cornillé et Torcé ».
Un combat entre Chouans de l'Armée catholique et royale de Rennes et de Fougères et les troupes républicaines s'y déroula le 15 février 1796.

### LeXIXesiècle
A. Marteville et P. Varin, continuateurs d'Ogée, décrivent ainsi Cornillé en 1843 :

« Cornillé (sous l'invocation de saint Melaine, le 6 novembre) : commune formée de l'ancienne paroisse de ce nom, aujourd'hui succursale ; chef-lieu de perception. (…) Principaux villages : la Baudonnière, Châtenais, les Passais, la Bichetière, les Clartés, le Gros-Chesne. Superficie totale : 1247 ha, dont (...) terres labourables 852 ha, prés et pâtures 71 ha, bois 131 ha, vergers et jardins 17 ha, landes et incultes 32 ha, étangs 2 ha (...). Moulin : 1 (de la Bichetière, à eau). (...) Géologie : schiste argileux ; il y a une belle ardoisière en exploitation. On parle le français [en fait le gallo]. »

En 1864, le Conseil général d'Ille-et-Vilaine indique dans une délibération que l'ancien chemin reliant Saint-Aubin-des-Landes à Cornillé est « complètement impraticable et peut occasionner de très grands malheurs. Il y a donc urgence [à achever le chemin d'intérêt commun no 16]. La commune [de Saint-Aubin-des-Landes] ayant sacrifié tout ce qu'elle possédait pour la construction de sa maison d'école ».
En 1866, quelques cas de choléra sont observés à Cornillé, ainsi que dans des communes voisines, particulièrement dans la commune d'Étrelles où, du 18 août au 3 novembre, 60 personnes, dont 40 femmes, ont été atteintes. 3 personnes ont succombé à cette épidémie.
En 1872, on construit à Cornillé « pour 11 000 francs une maison d'école pour 80 enfants, quoique que les pierres fussent à 12 kilomètres », déclare Waldeck Lemoyne de La Borderie, alors propriétaire du château de la Bicheptière, qui fut maire de Vitré à partir de 1860 et conseiller général du canton de Vitré-Ouest à partir de 1861. De nouveaux locaux pour une école des filles furent construits en 1905.

### LeXXesiècle

#### LaBelle Époque
Le Journal officiel de la République française du 11 mars 1903 indique qu'une pétition signée par 140 habitants de la commune de Cornillé et protestant contre la Loi de 1901 a été remise par Louis Félix Ollivier, député des Côtes-du-Nord, sur le bureau de la Chambre des députés.
En mars 1906, les paroissiens de Cornillé opposent une vive résistance à l'inventaire de l'église : « À Cornillé, 125 soldats et 18 gendarmes n'ont pu vaincre l'obstination des manifestants. Un de ceux-ci a eu le bras traversé par un coup de baïonnette » écrit le journal La Lanterne. Le 3 avril 1906, deux habitants de la commune, Jean-Marie Lemonnier et Jean Delalande, sont condamnés par le tribunal correctionnel de Vitré pour injures et voies de fait à l'encontre des gendarmes et du commissaire de police de Vitré lors de l'inventaire des biens d'église à Cornillé, le premier à 15 jours de prison sans sursis et 100 francs d'amende, le second à 15 jours de prison sans sursis et 50 francs d'amende. Le maire, Pierre Dauvier, inculpé de violences légères et voies de fait vis-à-vis des agents de la force publique lors des mêmes opérations d'inventaire, est par contre acquitté.
Selon le journal Le Nouvelliste de l'Est en février 1910 « dans d'Ille-et-Vilaine, les enfants désertent les écoles communales pour les écoles libres » , par exemple l'école communale (école laïque) de Cornillé n'a aucun élève.
Un article du journal L'Ouest-Éclair du 23 mai 1914 évoque le sort pitoyable de Jules Jeuland, ancien maire de la commune : « (...) Il a 58 ans, il est usé, son bras droit est à peu près ankylosé. (...) Son père fut maire de Cornillé, et les pauvres d'alors, qui habitaient la commune, peuvent tous se souvenir de lui, car il n'en oublia aucun. Il obéra sa fortune en suivant les impulsions de son bon cœur. Sa main droite ignora toujours ce que sa main gauche avait donné. Elles s'ouvraient largement l'une et l'autre et... le bien de ses ancêtres s'en allait. Le père mourut. Jules Jeuland fut maire à son tour. (...) Tant qu'il lui resta de l'argent à dépenser, il trouva des pauvres pour lui tendre la main et des amis d'un jour pour l'aider à consommer sa ruine. On criait "Vive Monsieur le Maire !". Quand M. le Maire n'eut plus rien , on n'en voulut plus pour administrer la commune ; on se détacha de lui bien vite, on le laissa dans l'isolement et l'indigence, on rougit même de l'avoir connu. (...) Le 23 avril dernier, jour du terme [de son loyer], Jeuland dut abandonner le modeste logement qu'il occupait. N'ayant plus rien, absolument rien, et personne ne voulant le recevoir, il transporta les quelques meubles qu'il n'avait pas encore vendu sous le préau de l'école des filles, et c'est là qu'il achève de mourir. On parle de ses largesses et de sa dissipation [de sa fortune] et l'on va répétant (...) "C'est de sa faute". Et l'on presse le pas vers l'église, et l'on change de conversation pour ne pas être mordu par un sentiment de remords ».

#### La Première Guerre mondiale

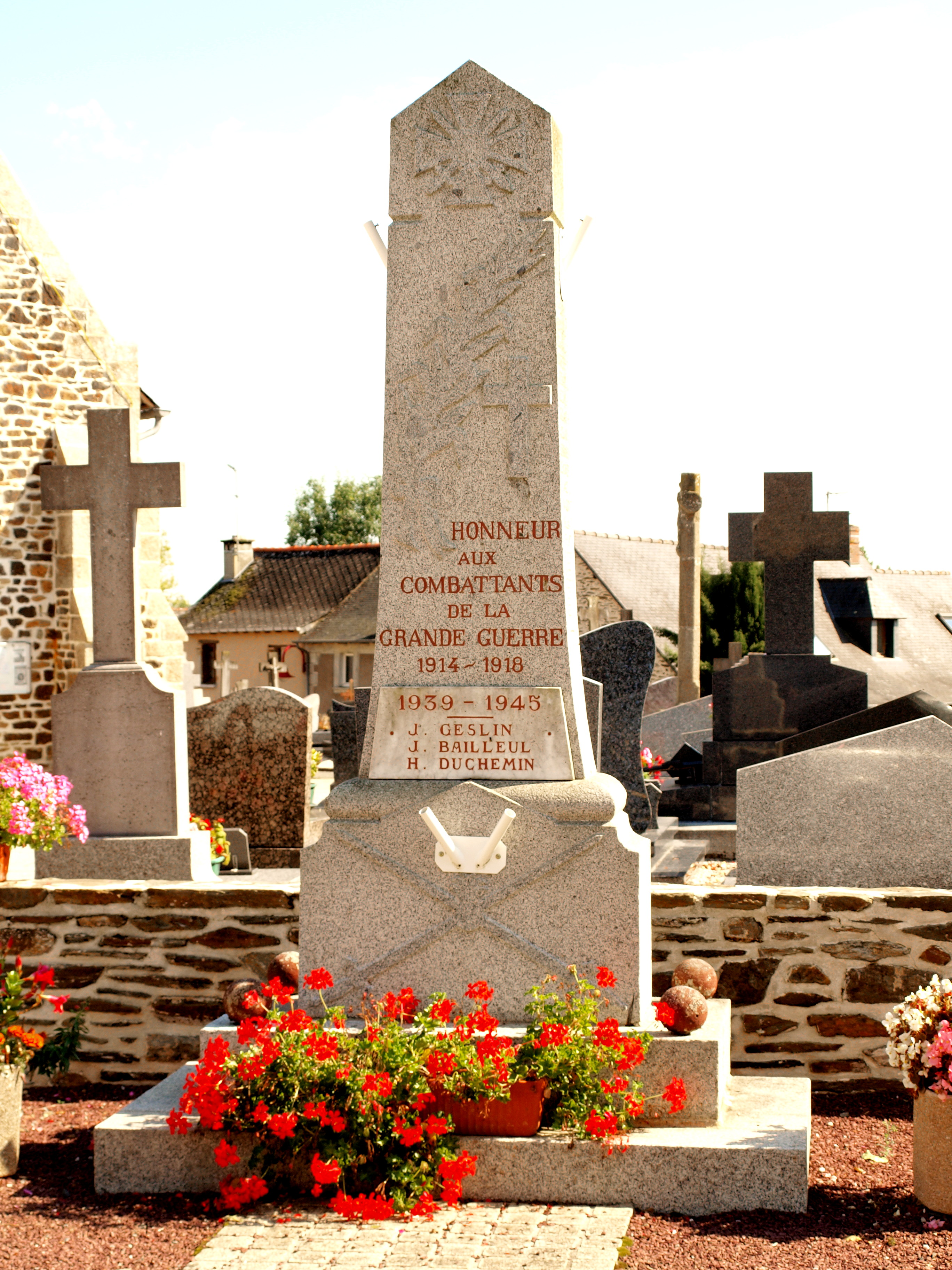
Le monument aux morts de Cornillé

Le monument aux morts de Cornillé porte les noms de 36 soldats morts pour la France pendant la Première Guerre mondiale : parmi eux, trois (Henri Beaugendre, Emmanuel Faucheux, Joseph Jeuland) sont décédés en 1914-1915 en Belgique ; un (Jean Georges) est mort en captivité en Allemagne ; tous les autres sont décédés sur le sol français.
Parmi eux, deux frères, Paul et Augustin Jeuland, tous deux soldats au 2e régiment d'infanterie, reçurent en 1923 la croix de guerre avec étoile de bronze à titre posthume, leur frère Henri est mort au combat en en 1916. Isidore Rubin, soldat au 70e régiment d'infanterie, reçut la Médaille militaire à titre posthume en 1923.

#### L'Entre-deux-guerres
Selon un article datant de 1926, pendant plus de 20 ans l'école laïque de Cornillé, qui conservait un enseignant titulaire, n'aurait eu aucun élève (jusqu'en 1914, il y avait même deux écoles laïques, l'une pour les garçons, l'autre pour les filles, toutes les deux sans élèves).
Pierre Gacoin fut directeur de l'école libre [privée] de Cornillé et secrétaire de mairie à Cornillé pendant 36 ans. Il décéda le 2 mars 1935. « La population de Cornillé gardera précieusement le souvenir de cet instituteur qui a élevé avec tant de zèle plusieurs générations » écrit le journal L'Ouest-Éclair.
Une société de gymnastique, l' Espérance de Cornillé a existé dans la décennie 1930. C'est toujours le nom de l'actuelle association sportive de Cornillé.
Le 9 octobre 1933, un violent incendie se déclara dans les dépendances de la ferme de la Herpinière appartenant au général Tabouis mais exploitée depuis plusieurs siècles par des membres de la famille Desrues. Les pompiers de Cornillé, aidés de ceux de Louvigné-de-Bais, équipés de leur auto-pompe "Maryvonne", parvinrent à préserver la maison d'habitation; l'incendie aurait été provoqué par l'imprudence d'un jeune pâtour âgé de 9 ans, employé dans la ferme depuis un an déjà pour garder les animaux.

#### La Seconde Guerre mondiale
Le monument aux morts de Cornillé porte les noms de trois soldats de Cornillé morts pour la France pendant la Seconde Guerre mondiale : Julien Bailleul, Henri Duchemin et Joseph Geslin.

#### L'après Seconde Guerre mondiale
La CUMA L'Espérance, dont le siège se trouve à Cornillé, a été fondée en 1969.

### LeXXIesiècle
Cornillé fait partie depuis 2002 de Vitré Communauté, communauté d'agglomération du Pays de Vitré. Le bourg est parvenu à conserver quelques commerces, dont une supérette, un café, un salon de coiffure.

## Héraldique
|  | Blasonnement : D'argent à trois corneilles de sable, becquées et membrées de gueules. |

## Politique et administration

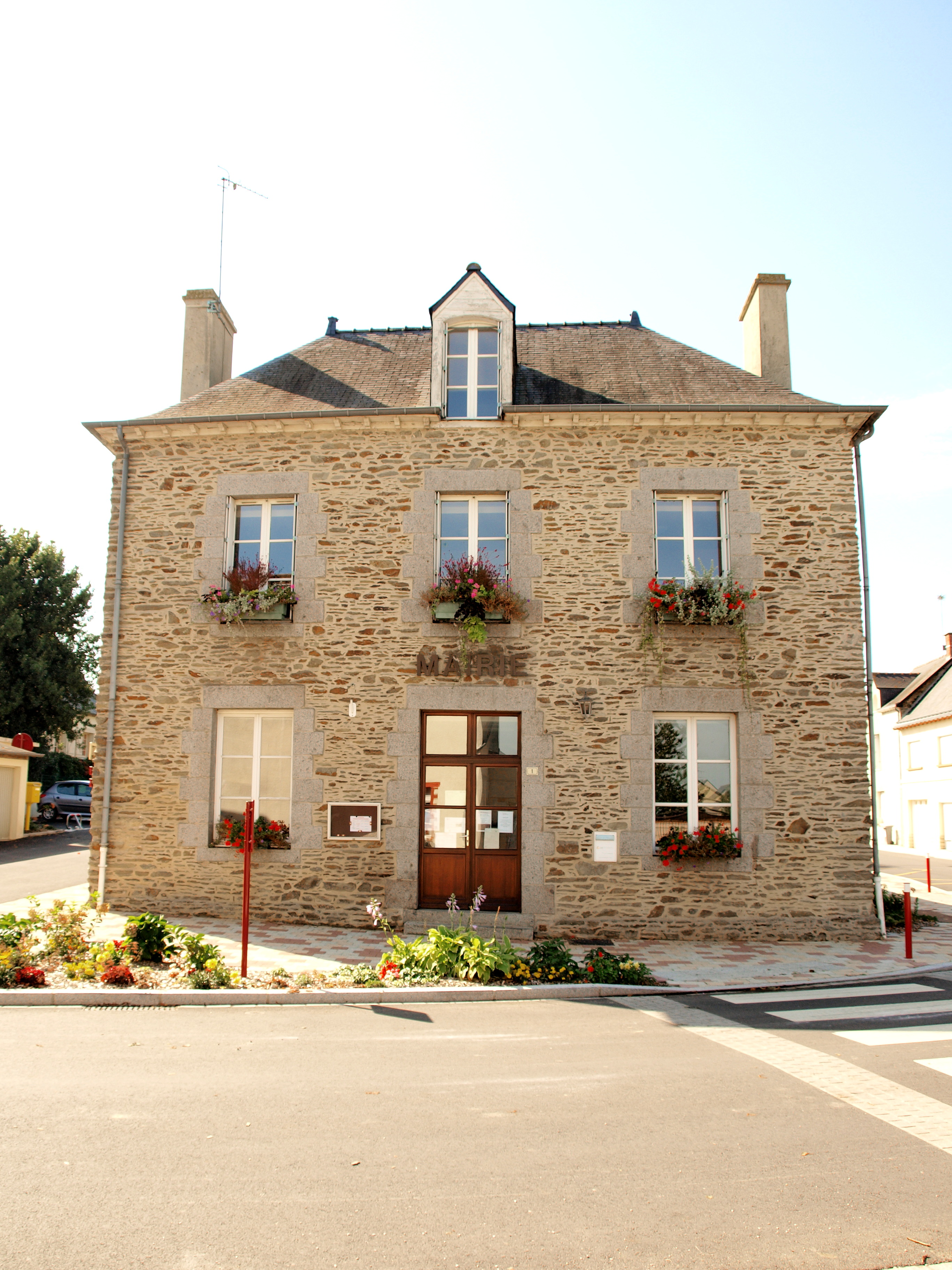
La mairie de Cornillé.

### Incinérateur
Cornillé accueille une usine d'incinération, qui brûle les déchets du groupe SVA - Jean Rozé. Cornillé avait aussi été pressenti pour recevoir un incinérateur de farines animales au début de l'année 2003 contre l'avis de la population locale qui avait été consulté par une consultation citoyenne.

## Enseignement
L'école privée Sainte-Anne est une école primaire qui fonctionne en regroupement pédagogique avec l'école Saint-Joseph de Saint-Aubin-des-Landes.

## Démographie
L'évolution du nombre d'habitants est connue à travers les recensements de la population effectués dans la commune depuis 1793. Pour les communes de moins de 10 000 habitants, une enquête de recensement portant sur toute la population est réalisée tous les cinq ans, les populations de référence des années intermédiaires étant quant à elles estimées par interpolation ou extrapolation. Pour la commune, le premier recensement exhaustif entrant dans le cadre du nouveau dispositif a été réalisé en 2004.
En 2022, la commune comptait 967 habitants, en stagnation par rapport à 2016 (Ille-et-Vilaine : +5,46 %, France hors Mayotte : +2,11 %).
| 1793 | 1800 | 1806 | 1821 | 1831 | 1836 | 1841 | 1846 | 1851 |
| ---- | ---- | ---- | ---- | ---- | ---- | ---- | ---- | ---- |
| 856  | 792  | 801  | 444  | 917  | 870  | 863  | 879  | 870  |

| 1856 | 1861 | 1866 | 1872 | 1876 | 1881 | 1886 | 1891 | 1896 |
| ---- | ---- | ---- | ---- | ---- | ---- | ---- | ---- | ---- |
| 822  | 791  | 780  | 701  | 725  | 720  | 705  | 708  | 687  |

| 1901 | 1906 | 1911 | 1921 | 1926 | 1931 | 1936 | 1946 | 1954 |
| ---- | ---- | ---- | ---- | ---- | ---- | ---- | ---- | ---- |
| 695  | 697  | 653  | 583  | 565  | 587  | 612  | 592  | 577  |

| 1962 | 1968 | 1975 | 1982 | 1990 | 1999 | 2004 | 2006 | 2009 |
| ---- | ---- | ---- | ---- | ---- | ---- | ---- | ---- | ---- |
| 580  | 555  | 524  | 532  | 572  | 663  | 750  | 846  | 827  |

| 2014 | 2019 | 2022 | - | - | - | - | - | - |
| ---- | ---- | ---- | - | - | - | - | - | - |
| 961  | 964  | 967  | - | - | - | - | - | - |

Commentaire : Après avoir lentement augmenté pendant le premier tiers du XIXe siècle (la commune gagne 61 habitants en 38 ans entre 1793 et 1830), puis stagné au milieu du même siècle, la population communale baisse régulièrement entre 1851 et 1975, année du minimum démographique, perdant 346 habitants en 124 ans (soit une perte de 40 % d sa population) en raison de l'exode rural. Depuis 1975, l'augmentation de la population se fait à un rythme sans cesse croissant ( + 8 habitants entre 1975 et 1982, + 40 habitants entre 1982 et 1990, + 91 habitants entre 1990 et 1999, + 164 habitants entre 1999 et 2009, + 115 habitants en seulement 4 ans entre 2009 et 2013), la commune profitant du dynamisme économique du Pays de Vitré et de sa relative proximité avec la métropole rennaise.
Entre 2007 et 2015 inclus, Cornillé a enregistré 159 naissances domiciliées contre seulement 29 décès domiciliés. En conséquence, la population de Cornillé est jeune (33,2 % de 0 à 19 ans contre seulement 9,4 % de 65 ans et plus en 2013), la commune gagnant désormais des habitants à la fois grâce à un solde naturel positif (variant entre + 1,2 % et 1,9 % l'an entre 1990 et 2013) et à un solde migratoire lui aussi positif (variant entre + 0,4 % et + 1,0 % l'an entre 1990 et 1993) alors qu'il était encore négatif jusqu'en 1982. Plus des trois-quarts des logements sont postérieurs à 1971 en raison de la prolifération de nouveaux lotissements, la commune ayant de plus en plus des caractéristiques périurbaines, même si la plupart des nouveaux habitants actifs sont des migrants pendulaires allant travailler dans les villes proches. Ces logements sont en 2013 à 97 % des maisons individuelles et à 93 % des résidences principales, la commune ne comptant que 10 résidences secondaires, car ce n'est pas une commune touristique.

## Transports
La commune est desservie par la ligne de bus no 1 de Vitré Communauté.

## Lieux et monuments
On ne trouve aucun monument historique inscrit ou classé à Cornillé.
La base Mérimée dispose cependant de sept fiches à l'inventaire général du patrimoine culturel :
- Le château de la Bichetière (ou Bicheptière), petit château à redents, pans coupés et tours d'angle, fut construit en 1857 pour Waldeck Le Moyne de La Borderie, frère de l'historien Arthur de La Borderie, par l'architecte Jacques Mellet, à la place de l'ancien château[90]. La façade d'entrée présente un fin décor style Renaissance, sur le thème des travaux des champs et de la chasse. Au-dessus d'un cartouche avec les initiales W. B. du commanditaire, une biche au repos en demi-relief. La façade nord donne sur trois corps de bâtiments séparés disposés en arc de cercle[91]. L'ancien manoir se trouve à proximité, ainsi que la chapelle.

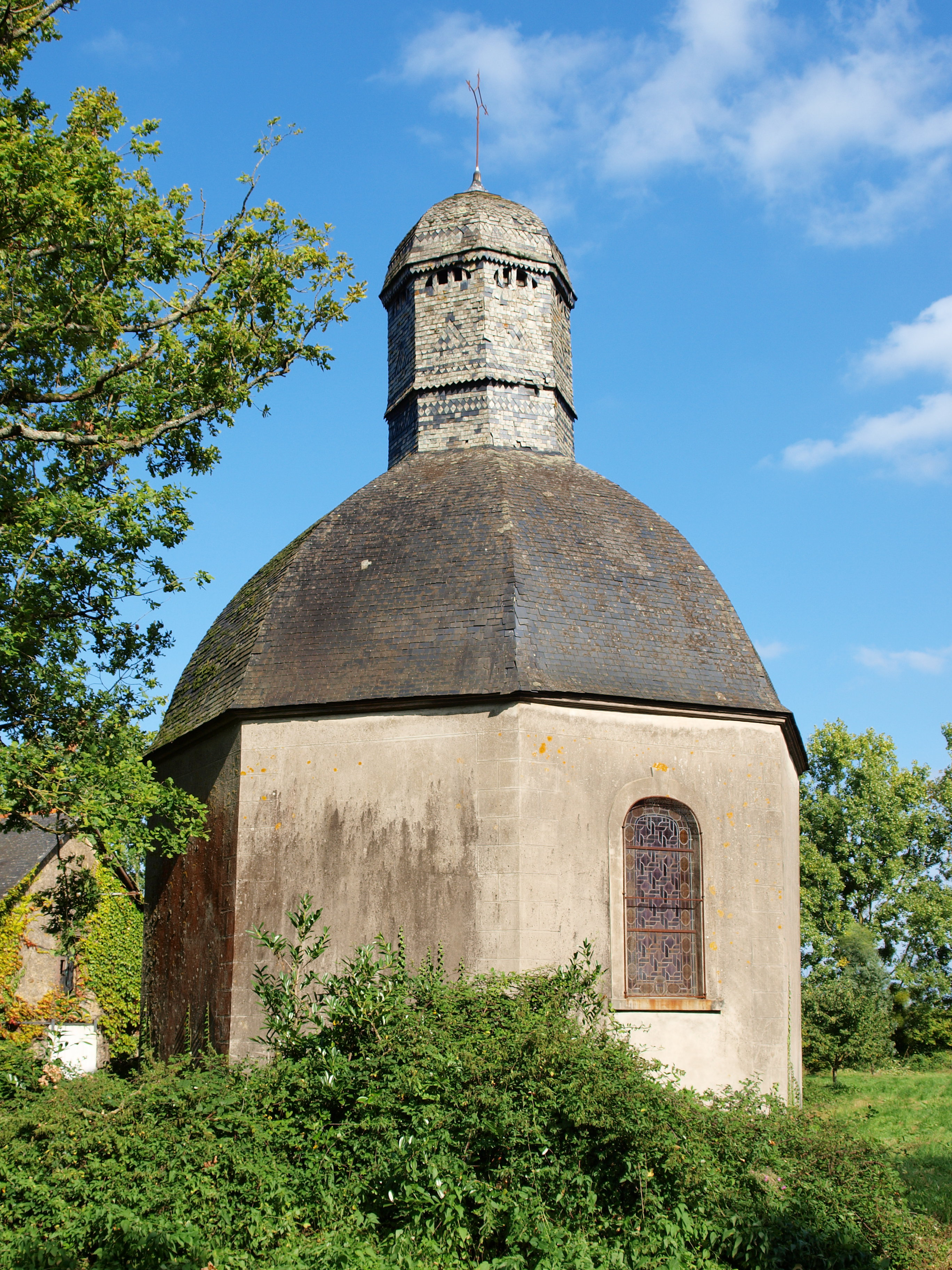
La chapelle de la Bicheptière

- L'église paroissiale de Cornillé[92], dédiée à saint Melaine, elle a été construite au XVe siècle, puis rénovée en 1903. Elle est en forme de simple croix terminée par un chevet droit. Elle contient  plusieurs chapelles (de la Clarté[93], du Rosaire), des retables lavallois du XVIIe siècle[94] dont celui du maître-autel[95] ainsi qu'un baptistère polychrome daté pour partie de 1554[96], un bénitier de forme octogonale[97] et des vitraux[98].

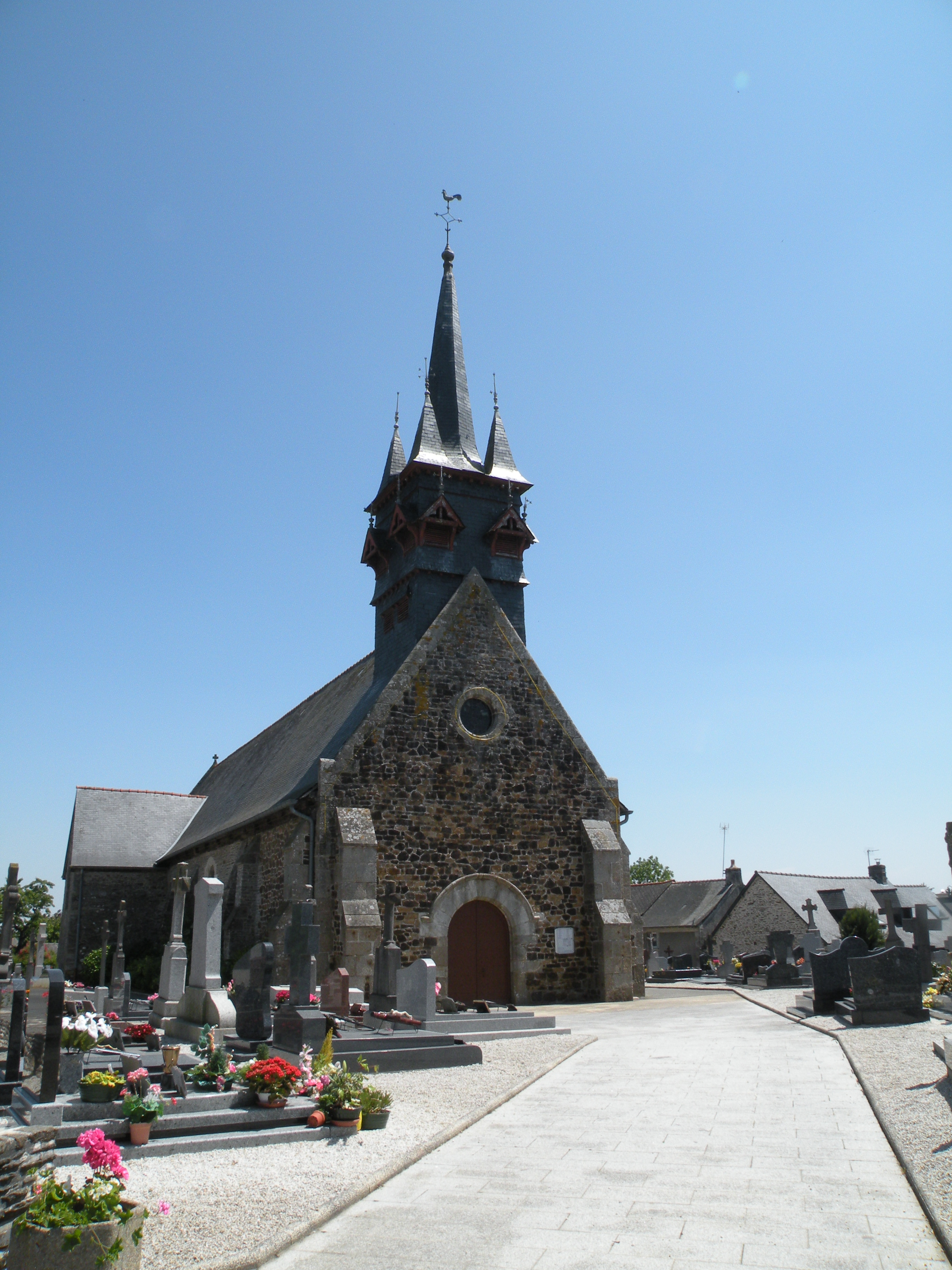
L'église Saint-Melaine, vue extérieure.
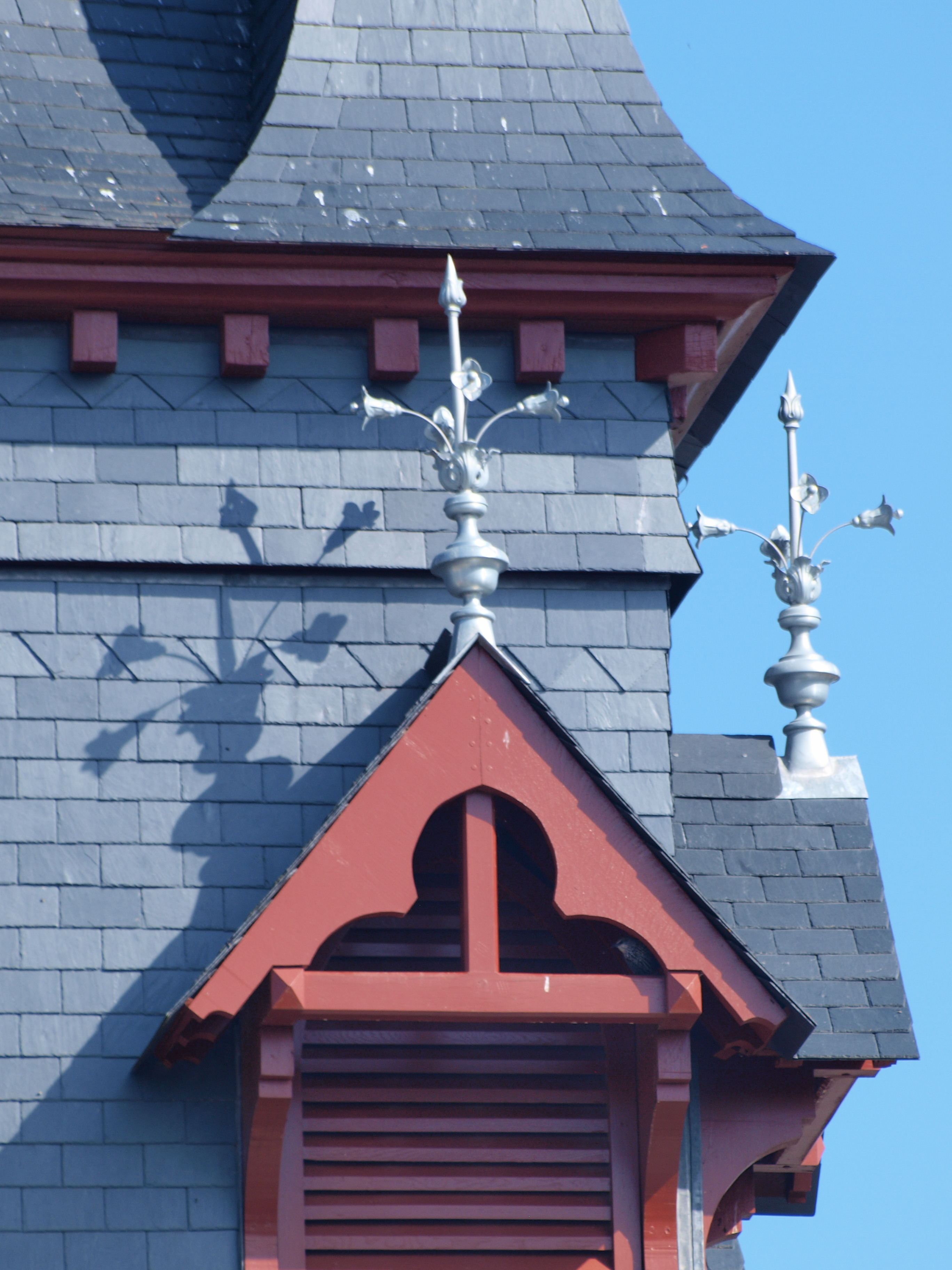
L'église paroissiale Saint-Melaine, détail d'un clocheton
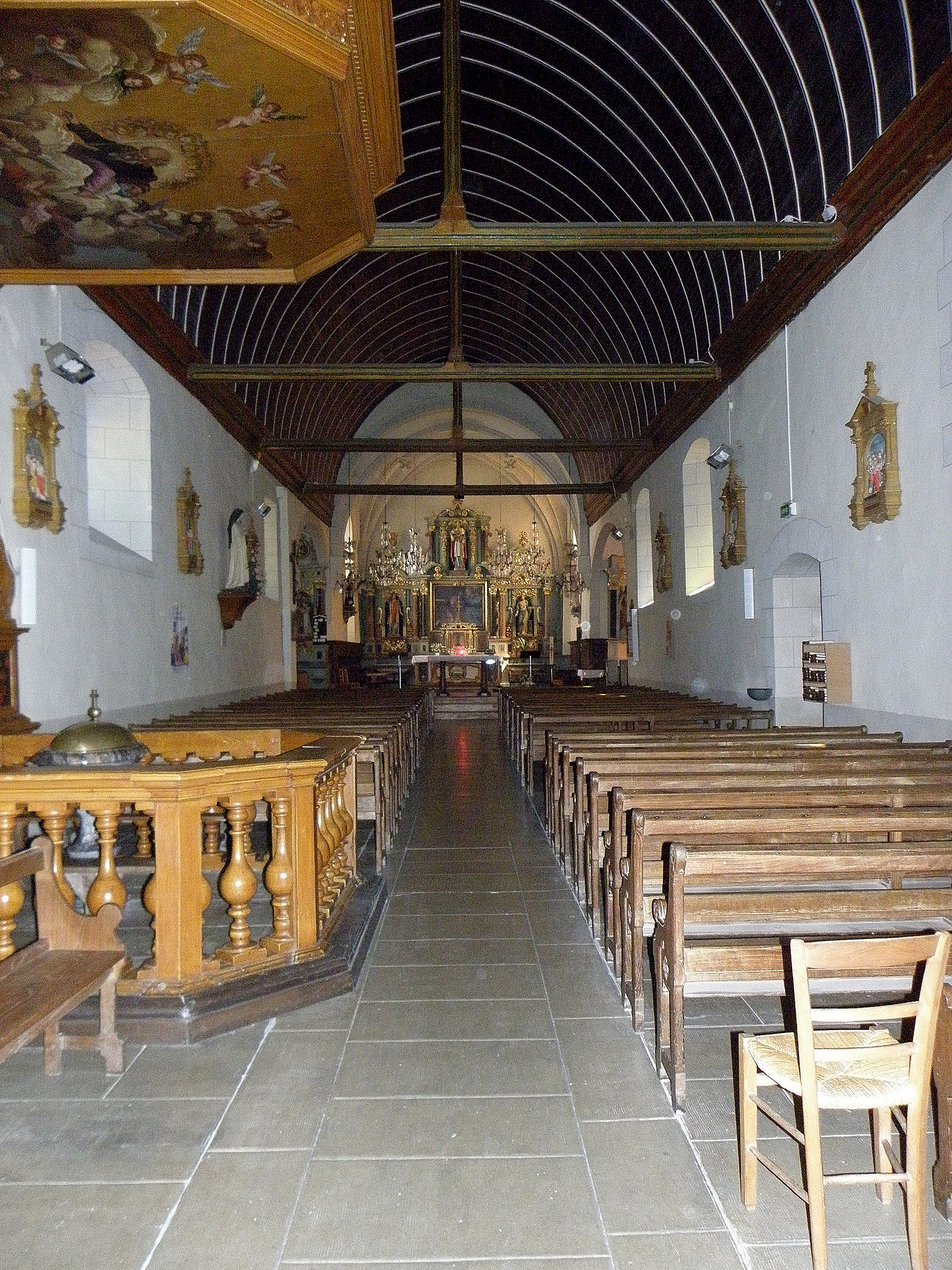
L'église paroissiale Saint-Melaine, vue intérieure d'ensemble
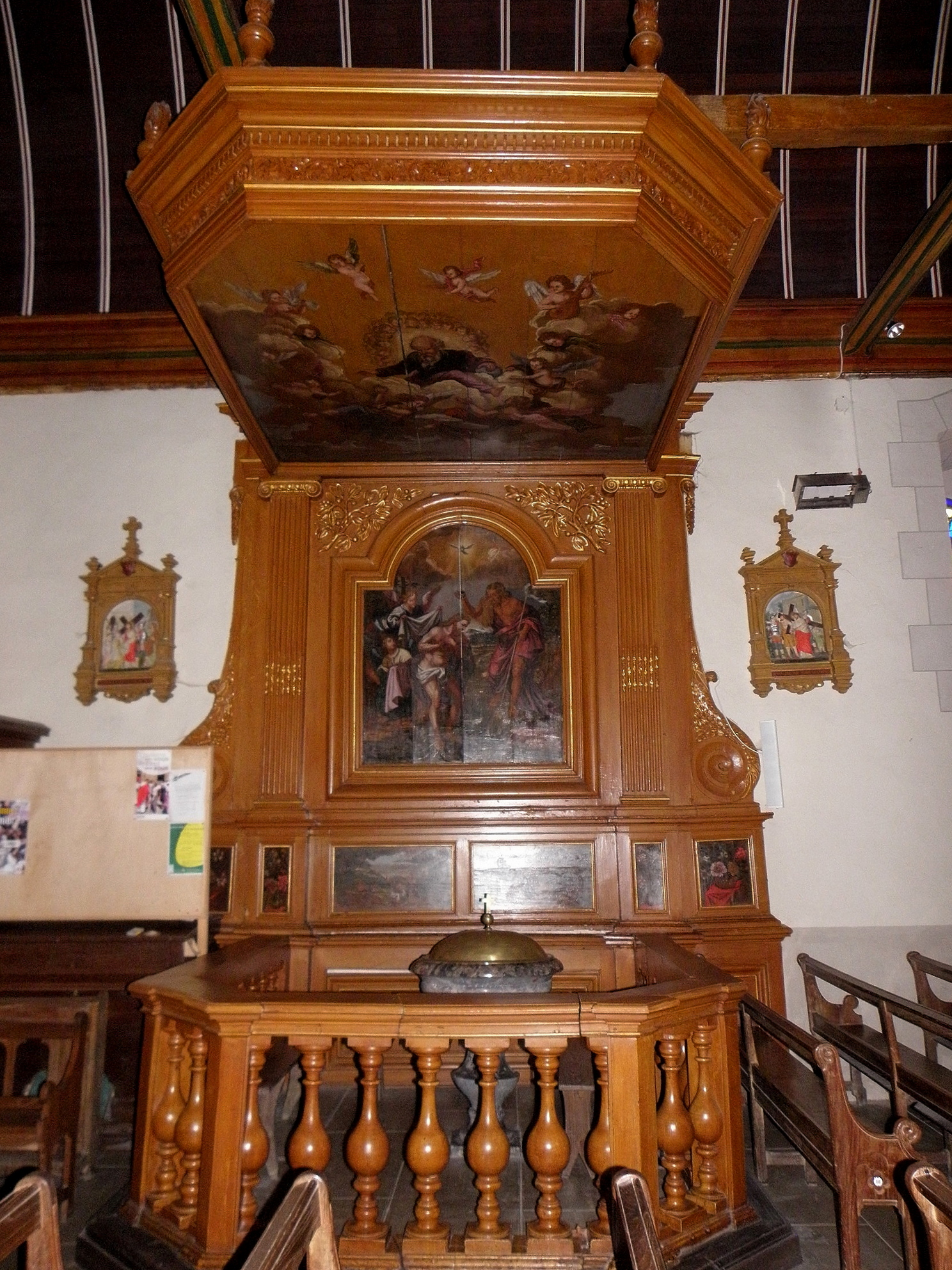
L'église paroissiale Saint-Melaine, les fonts baptismaux, vue d'ensemble
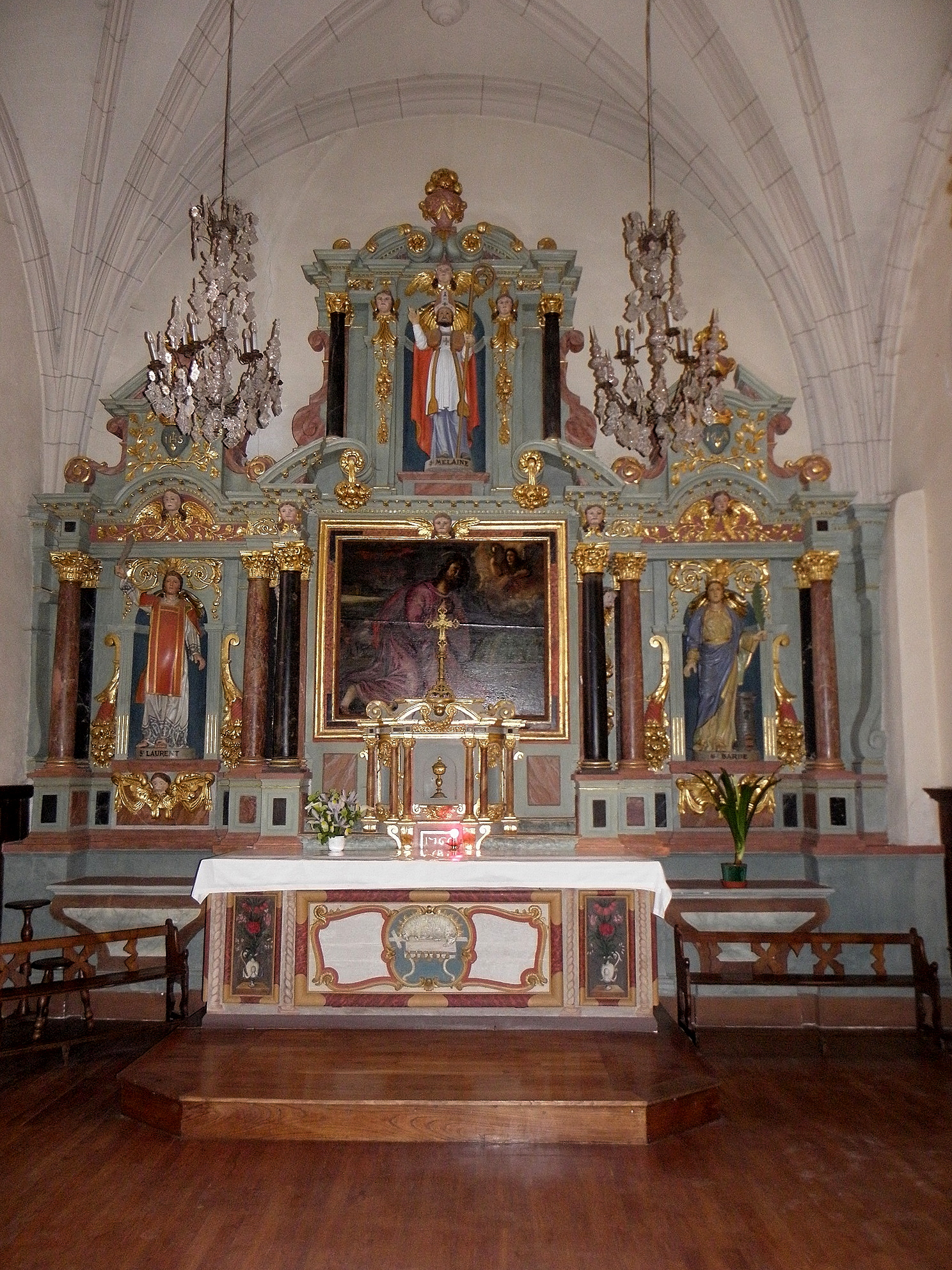
L'église paroissiale Saint-Melaine, le maître-autel et son retable, vue d'ensemble
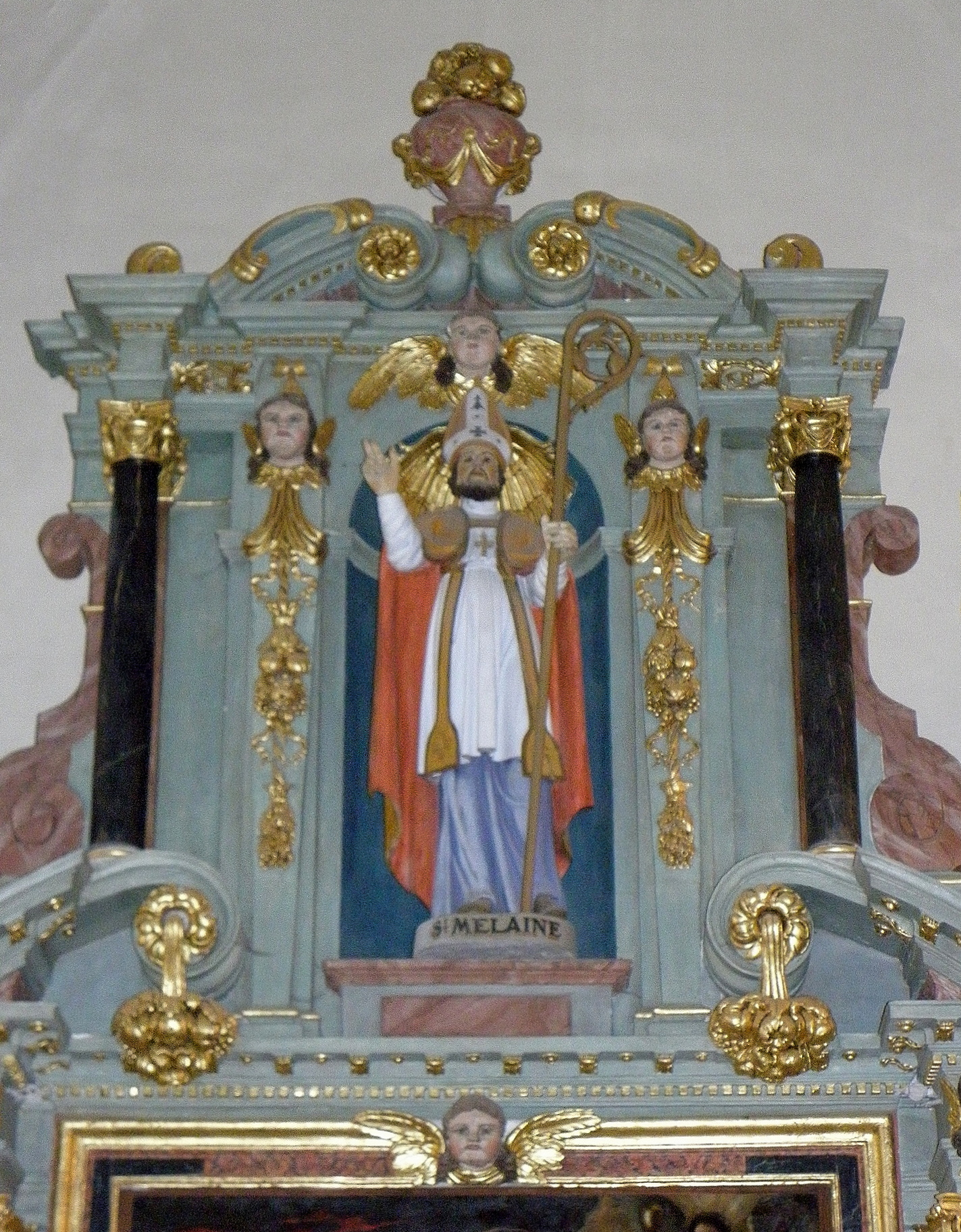
L'église paroissiale Saint-Melaine, le maître-autel et son retable, statue de saint Melaine
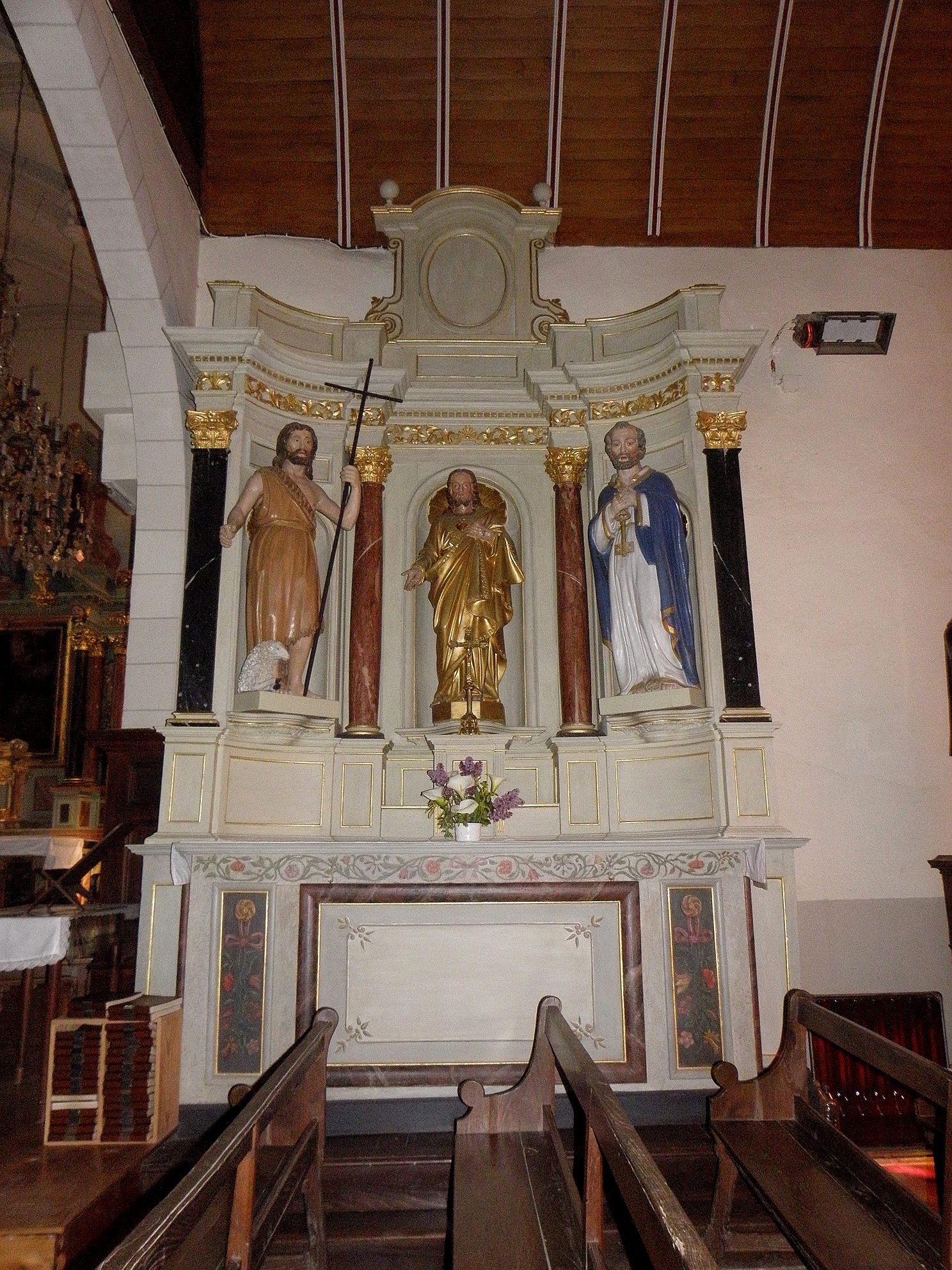
L'église paroissiale Saint-Melaine, autel et retable du croisillon sud
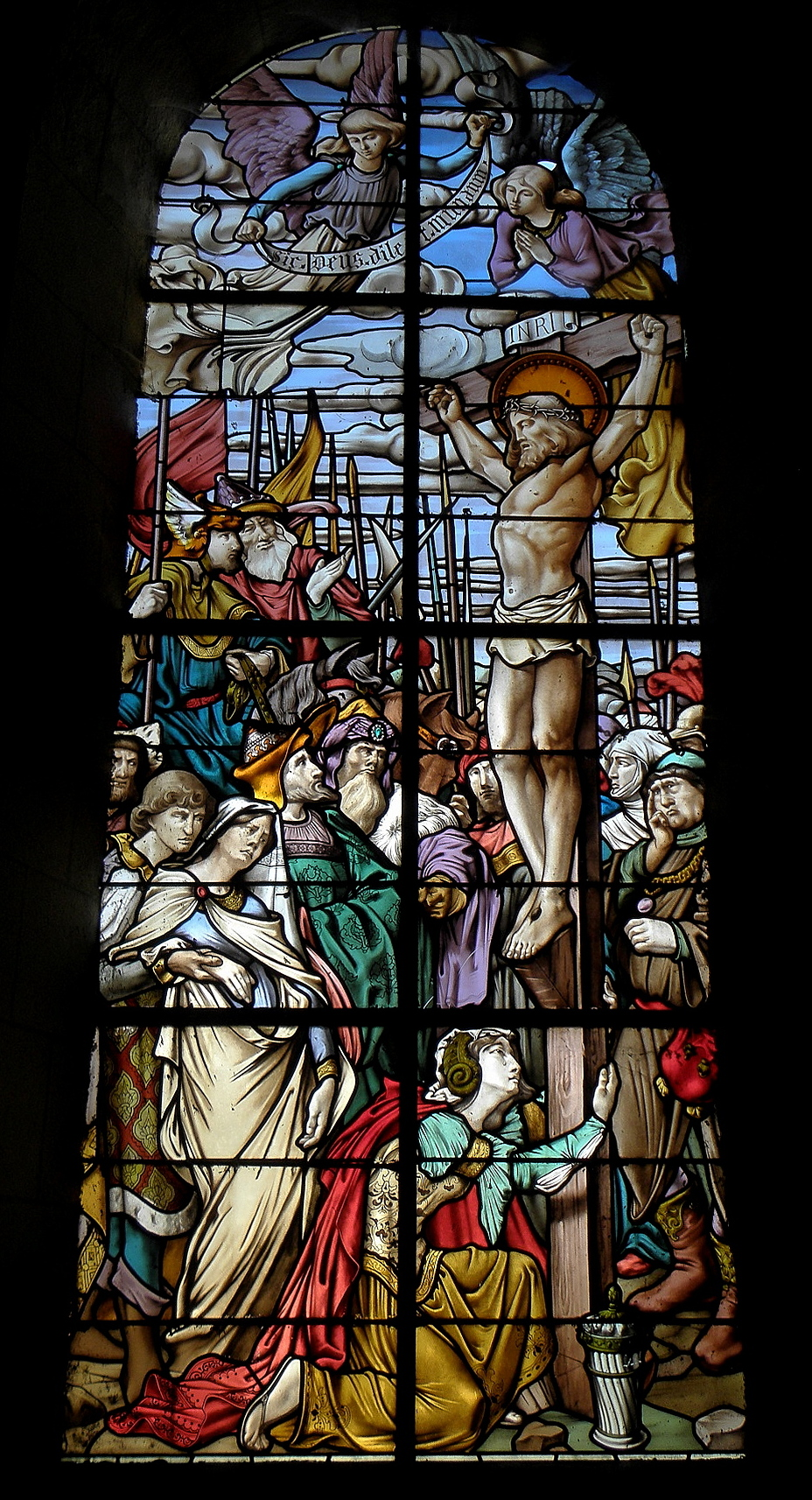
L'église paroissiale Saint-Melaine, vitrail de la costale nord du chœur, la Crucifixion.
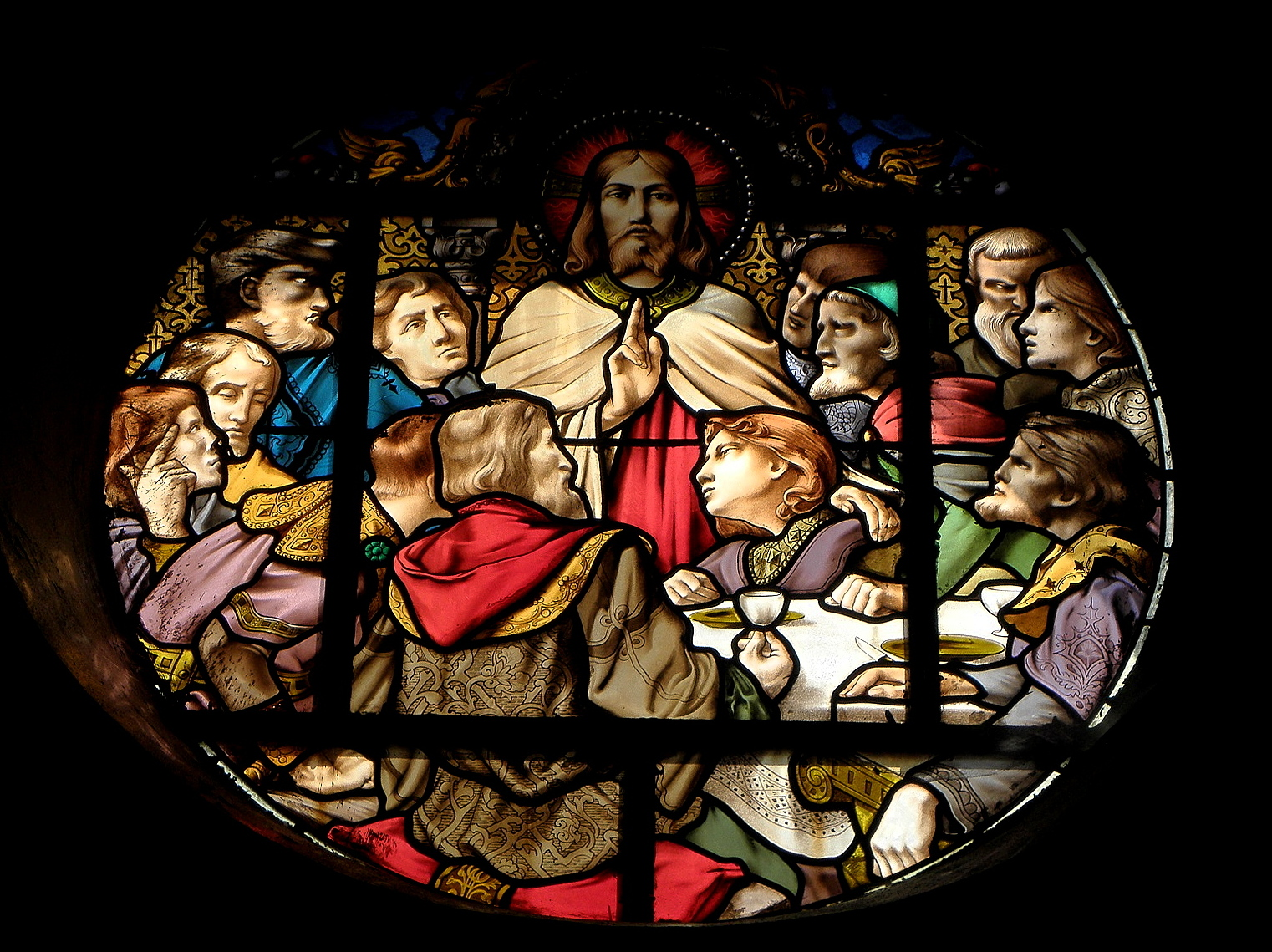
L'église paroissiale Saint-Melaine, vitrail de la costale sud du chœur, la Cène.

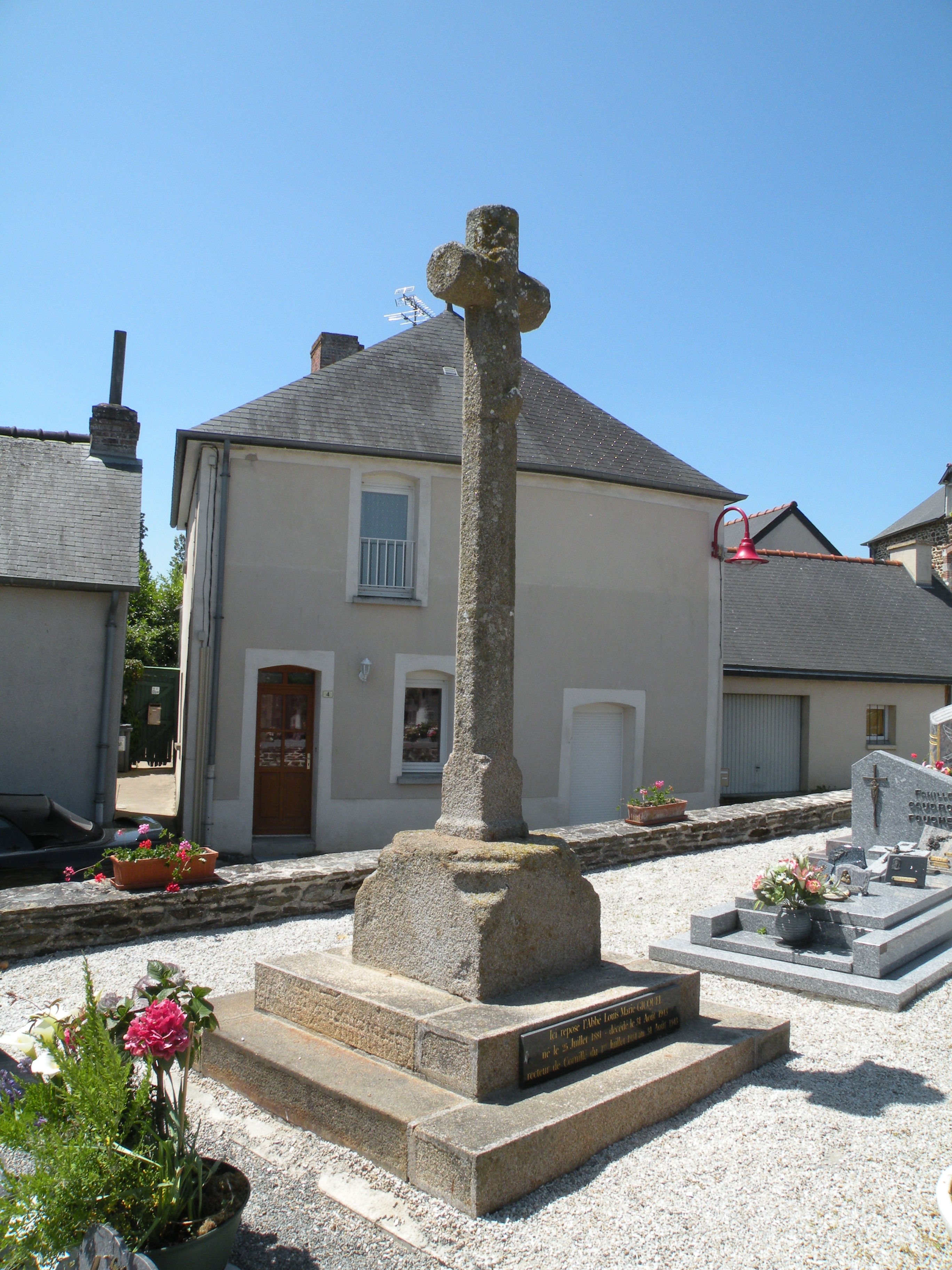
La croix monolithe du cimetière et l'inscription à la mémoire de l'abbé Gicquel.

- Le cimetière, resté autour de l'église dans le placître, a conservé une croix monolithe ancienne[99].
- Le presbytère[100],
- L'ardoisière des Lacs[101],
- Un camp circulaire avec parapet et fossé datant du haut Moyen Âge[102].
- Ainsi qu'une fiche de présentation de la commune[103] et une sur les maisons de la commune[104].

## Activités et manifestations
- L'Espérance de Cornillé est l'association sportive de la commune qui possède plusieurs sections (football, volley-ball, gymnastique, danse country, etc.).

### Archives
- Seigneurie de la Guichardière : titres de propriété et jugements de 1599 à 1782, Archives I&V : 1 J 408-409-410.